# Winzerhaus Beuhnsches Gut

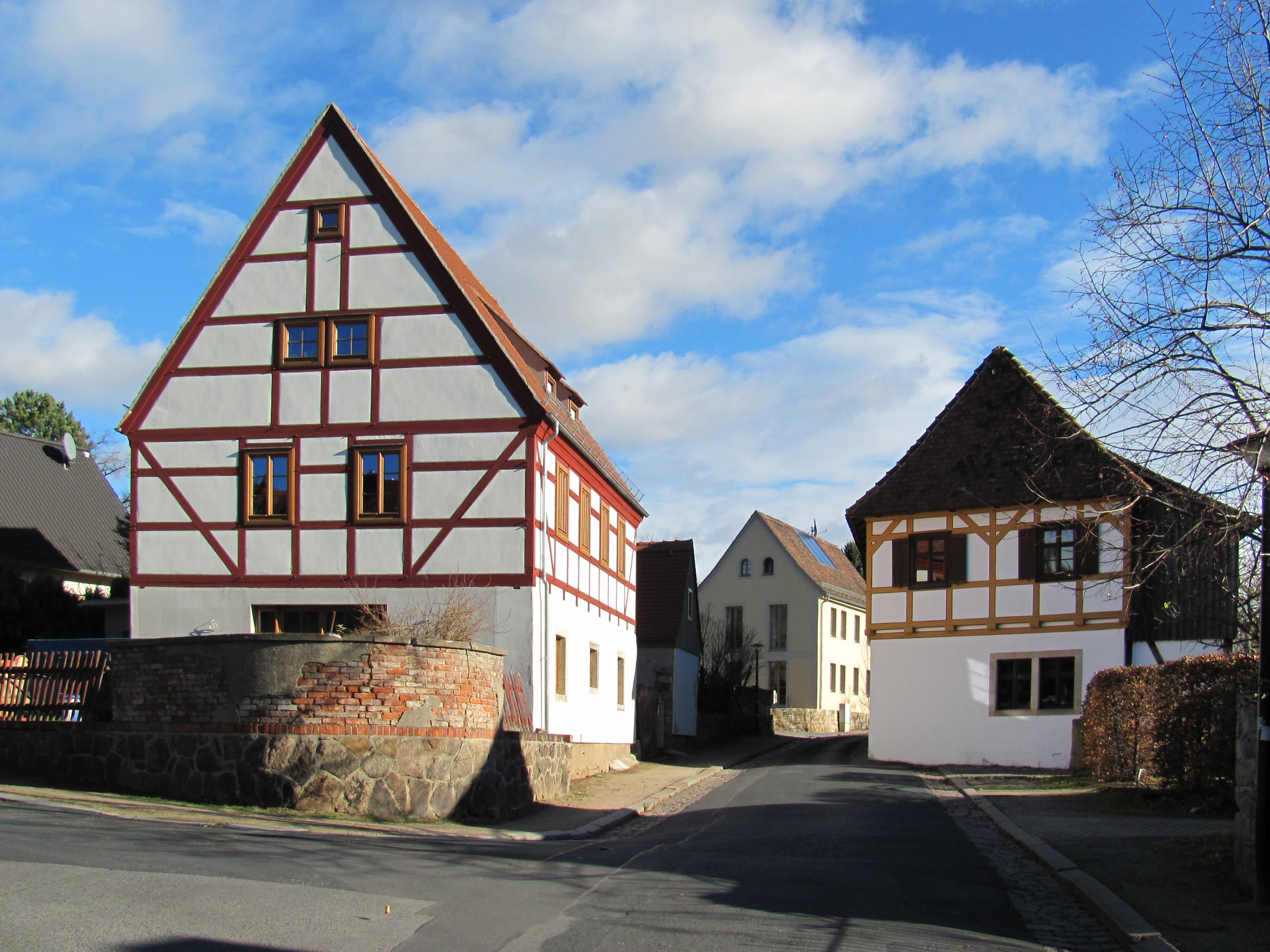
Winzerhaus Winzerstraße 84 (li.), Haus Lotter (re.), Haus Richter (mittig)

Das Winzerhaus des ehemaligen Beuhn’schen Gutes steht im Radebeuler Stadtteil Niederlößnitz in der Winzerstraße 84. Das in der Großlage Lößnitz befindliche Winzerhaus war bis in die 2000er Jahre denkmalgeschützt.

## Beschreibung

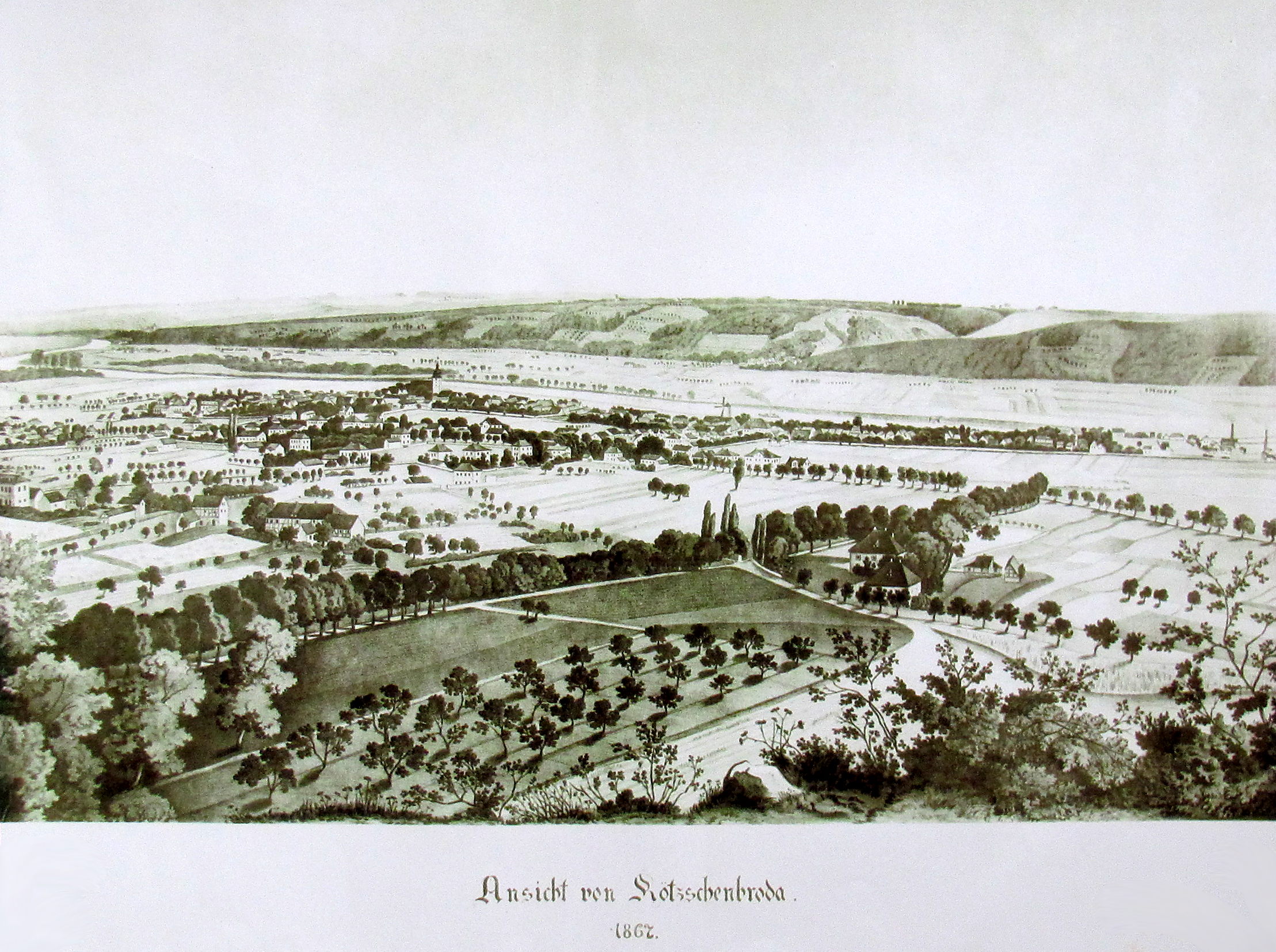
Ansicht von Kötzschenbroda. 1867. Zeitgenössische Lithografie. Haus Lotter und die beiden gegenüberliegenden Winzerhäuser befinden sich auf halber Höhe, bei etwa einem Viertel von links.

Lage von Haus Lotter (rot eingefärbt) im Weinberg, 1857. Das Winzerhaus des Beuhnschen Guts ist links oberhalb. Rechts unten der Bahnhof Kötzschenbroda. Ausschnitt aus dem Manöver-Plan für die Königl. Sächs. Truppen bei Dresden im Jahre 1857.

Das um 1800 errichtete Fachwerkhaus liegt auf der ehemaligen Flur von Altfriedstein. Direkt auf der Straßenflucht der Winzerstraße gelegen, steht es auf einem Eckgrundstück zur Lindenaustraße, die um 1905 mit der Errichtung der Villenkolonie Altfriedstein von Schilling & Graebner neu geschaffen wurde. Zu jener Zeit befand sich auch das Baubureau „Altfriedstein“ von Schilling & Gräbner im Haus.
Das zweigeschossige Wohnhaus steht mit seinem Satteldach traufständig auf der Hangseite der Winzerstraße schräg gegenüber von Haus Lotter, mit dem zusammen es nur einen schmalen Straßendurchlass bildet. Das Erdgeschoss ist massiv ausgeführt, das Obergeschoss in Sichtfachwerk. Östlich des Haupthauses steht ein kleines, saniertes Nebengebäude, ebenfalls mit Satteldach, stirnseitig zur Straße; beide Häuser bilden einen kleinen Eingangshof. Das Winzerhaus zeigt im Erdgeschoss zu diesem Eingangshof ein Stichbogenportal, das heute als Glastor ausgeführt ist.
Im Jahr 1920 wurden einige Fenster verbreitert. Seit den 2000er Jahren wird das Gebäude wegen seines vorherigen schlechten Zustands von seinem Besitzer grundhaft im alten Stil rekonstruiert. Das Gebäude wurde inzwischen aus dem Denkmalschutz entlassen und war in der 2012 veröffentlichten Liste der Radebeuler Kulturdenkmale nicht mehr enthalten.